# Xã Tilden, Quận Osborne, Kansas
Xã Tilden (tiếng Anh: Tilden Township) là một xã thuộc quận Osborne, tiểu bang Kansas, Hoa Kỳ. Năm 2010, dân số của xã này là 79 người.